# Jules Moch
Pour les articles homonymes, voir Moch.
Jules Salvador Moch (prononcer /ʒyl mɔk/) est un homme politique français, né le 15 mars 1893 à Paris 16e et mort le 31 juillet 1985 à Cabris (Alpes-Maritimes). Il est ministre à plusieurs reprises sous la Troisième République et surtout la Quatrième République.

## Biographie

### Milieu familial et formation

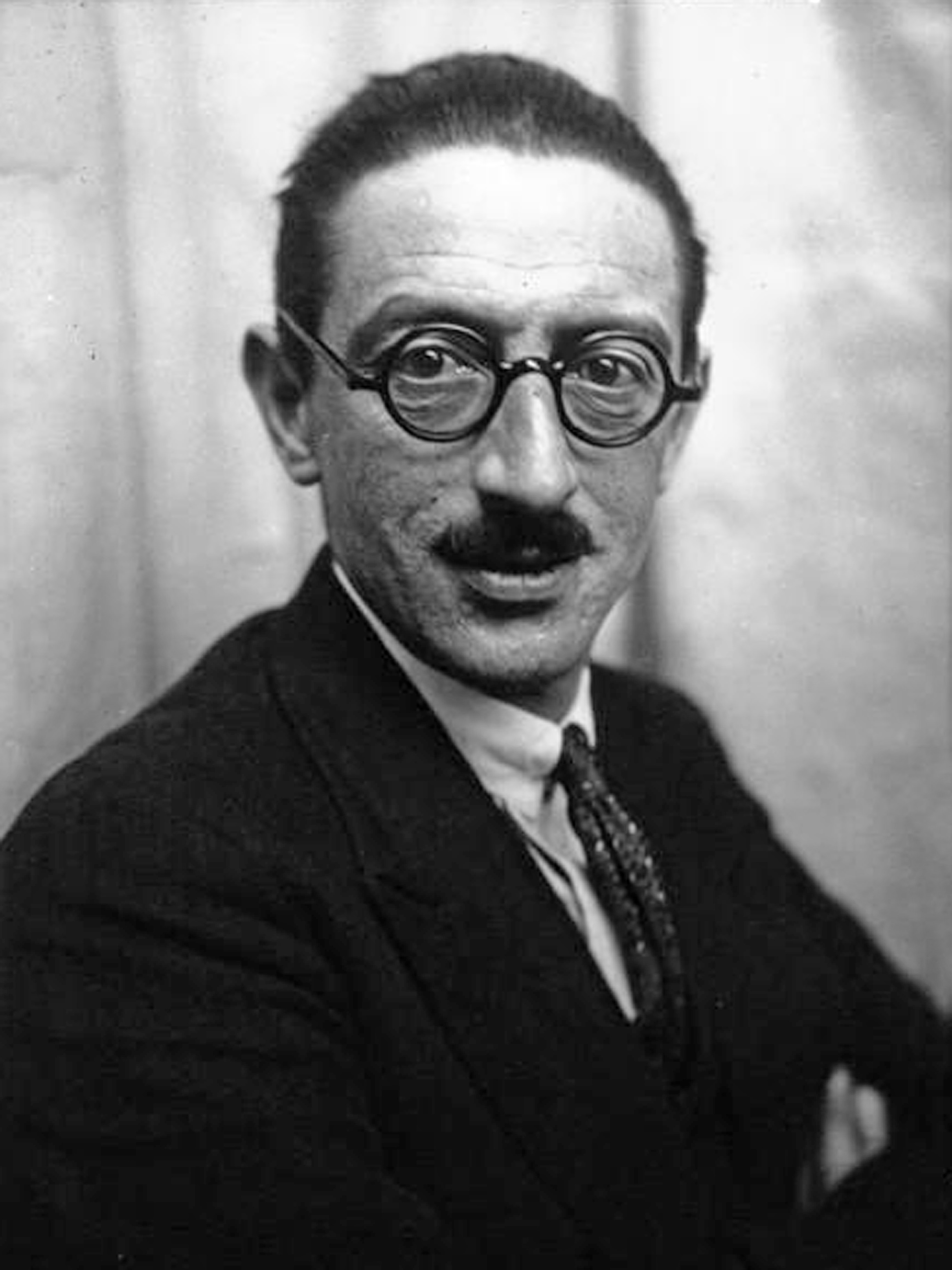
Jules Moch en 1932.

D'origine juive, son père, le capitaine Gaston Moch, avait été le condisciple à Polytechnique du capitaine Alfred Dreyfus.
Lui-même est polytechnicien (promotion X 1912) et ingénieur en chef du Génie maritime militaire. À la déclaration de la guerre de 1914, il est incorporé dans le Génie. Il se bat en première ligne et reçoit la croix de Guerre. Il participe à la guerre des mines, est cité quatre fois mais, gazé, il finit la guerre dans un centre d'instruction. La paix revenue, il choisit le génie maritime.
Il adhère à la Section française de l'Internationale ouvrière (SFIO) en octobre 1924 et est élu député de la Drôme de 1928 à 1936. Il s'impose comme l'un des meilleurs techniciens de la SFIO. Foncièrement anticommuniste, depuis un voyage en URSS en 1921, il n'hésite pas à écrire qu'une bonne partie de la doctrine marxiste est dépassée. En 1931, il se fait remarquer en suggérant, dans le cadre de l'affaire de l'Aéropostale, la liquidation de la compagnie aérienne éponyme, prise dans un scandale de corruption. Les autres députés se rallient à sa position.

### Ministre de Léon Blum et opposant aux accords de Munich
Ayant perdu, aux législatives de juin 1936, son mandat de député de la Drôme, Jules Moch ne participa pas officiellement au premier gouvernement du Front populaire, mais Léon Blum le nomme Secrétaire général du gouvernement. À ce titre il participe à tous les Conseils des ministres et conseils de Cabinet. Il coordonne les actions transversales comme l'aide à l'Espagne républicaine (ventes fictives d'armes vers d'autres pays, qui se retrouvaient en Espagne et transit des brigades internationales). Il préside un petit comité qui groupe Gaston Cusin représentant Vincent Auriol, ministre des Finances, et Jean Moulin représentant Pierre Cot, ministre de l'Aviation.
En 1937, à la faveur d'une élection partielle, il retrouve un siège de député, dans l'Hérault, et Léon Blum l'appelle au gouvernement, le 26 mai 1937, comme sous-secrétaire d'État à la présidence du Conseil, puis, en mars-avril 1938, dans le second cabinet, comme ministre des Travaux publics et des Transports.
En octobre 1938, il s'oppose aux accords de Munich, et ne vote leur ratification à la Chambre des députés que par discipline de parti, cédant notamment à l'insistance de Léon Blum. Il fut ensuite, avec Léon Blum, un des animateurs de la tendance de la SFIO prônant la fermeté face à Hitler ; il s'oppose ainsi à Paul Faure.

### Seconde Guerre mondiale
En 1938, officier de marine et convaincu que toutes les reculades devant Hitler ne feront que convaincre ce dernier de faire la guerre, et, voulant être combattant, il demande à l'amiral Darlan, chef d'état-major de la Marine, d'être mobilisable malgré ses 45 ans. Il accepte d'effectuer une période militaire d'un mois, mi octobre 1938, pour sa formation sur les matériels modernes. Il y devient alors capitaine de corvette.
La guerre déclarée, il est incorporé dans la Marine, sa première mission est de superviser la démagnétisation de la flotte (pour éviter les mines magnétiques), puis il est affecté au navire amiral de la flotte de Méditerranée, le croiseur Émile Bertin.
Cette flotte est transférée en Écosse pour soutenir le débarquement en Norvège. Il est muté sur l'escorteur Maillé-Brézé (ces deux navires sont très endommagés alors qu'il n'est pas à bord). Pour son action pour la démagnétisation de la Flotte il est nommé capitaine de frégate.
Muté au Centre de recherche de la Marine de Toulon, il passe à Bordeaux où le gouvernement s'est replié et rencontre Darlan qui, devenu défaitiste, le déçoit. Il va à Alger pour mettre à l'abri les documents secrets du Centre de recherche. De retour à Toulon, il apprend l'Armistice.
Le 10 juillet 1940, il fait partie des quatre-vingts parlementaires qui votent contre les pleins pouvoirs au maréchal Pétain. Il est pour cette raison surveillé par Vichy, qui le fait même arrêter le 25 septembre 1940. Il est incarcéré à Pellevoisin (Indre), en compagnie de Vincent Auriol, Marx Dormoy, Georges Mandel et Paul Reynaud, puis transféré à Aubenas et à Vals-les-Bains.
Au début de 1941, il est libéré par l'amiral Darlan. Il entre alors dans la Résistance, participe à X-Libre, un groupe de résistants de Polytechnique, et crée le mouvement 1793, qui se livre à des sabotages dans l'Aude et l'Ardèche.
Ayant demandé son transfert à Londres pour être intégré dans les Forces navales françaises libres, de nombreux contretemps l'obligent à passer par l'Espagne et il perd 4 mois. Il est déçu par de Gaulle car il estime que celui-ci n'a pas bien compris ce qu'était la Résistance intérieure. Il expose au Général que le Comité d'action socialiste est derrière lui « non parce qu'il est général mais bien qu'il le soit. »
L'amiral Auboyneau lui demande de créer une école de formation accélérée à l'artillerie de marine. Il effectue au nom du général de Gaulle des missions au Liban et en Afrique noire, ce qui lui vaut d'être nommé capitaine de vaisseau.
Informé du futur débarquement en Provence, il obtient, sans en parler au général de Gaulle, son incorporation sur le croiseur Émile Bertin remis en état, comme directeur de l'artillerie. Instruit sur les procédures d'appui-feu américaines, cette incorporation permet l'inclusion du croiseur dans la division navale américaine désignée pour soutenir la vague d'assaut de la plage de Saint-Raphaël (zone CAMEl, 36e division d'infanterie américaine),.
Son fils André, lieutenant au 6e bataillon de chasseurs alpins et dirigeant un groupe de résistants, meurt en combattant en avril 1944 à Corenc en Isère,.

### Député et ministre de la Quatrième République
Il est membre de l'Assemblée consultative à Alger et Paris (1944), puis des deux Assemblées nationales constituantes (1945-1946) puis de l'Assemblée nationale (1946-1958 et 1962-1967). À huit reprises, il est ministre pendant la Quatrième République : Travaux publics et Transports (1945-1947), Intérieur (1947-1950), Défense (1950-1951). Jules Moch est vice-président du conseil de 1949 à 1950.
De 1951 à 1960, Jules Moch est le délégué de la France à la Commission du désarmement de l'ONU et refuse, pour cette raison, d'entrer dans un gouvernement.
Il fait exception à ce principe pour entrer dans l'éphémère gouvernement Pierre Pflimlin de mai 1958, comme ministre de l'Intérieur. Cependant, le gouvernement se heurte au putsch d'Alger, et Jules Moch ne peut que constater l'impuissance de son action sur une administration policière soumise aux pressions et émotions putschistes. Ainsi échoue-t-il à faire reprendre la Corse par les CRS qu'il y a envoyés.

### Fonctions ministérielles

#### Au ministère des Transports
Comme ministre des Transports, il contribue à la reconstruction des chemins de fer, des ports, des routes et de l'aviation.

#### Ministre de l'Intérieur

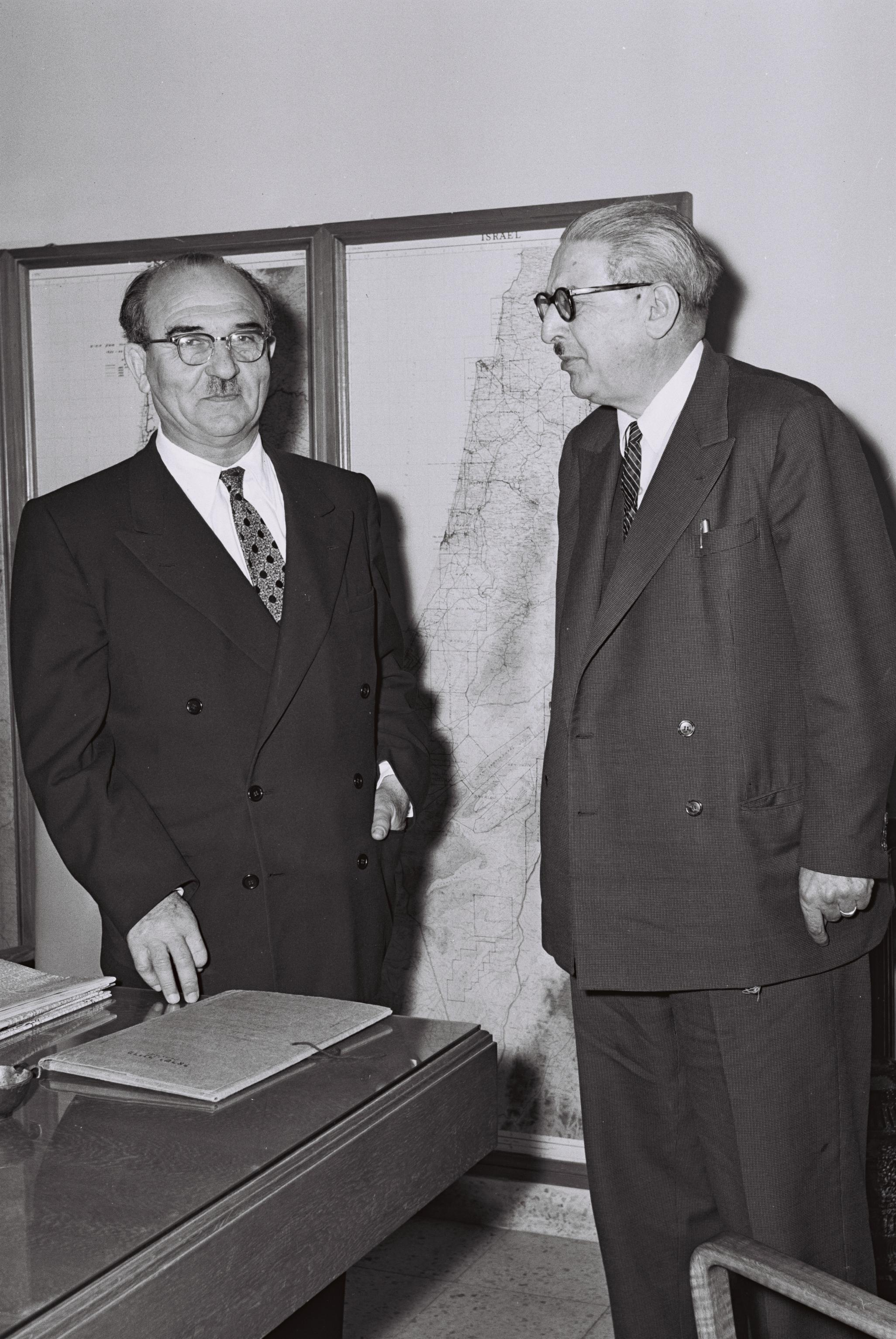
Jules Moch (à droite) avec Levi Eshkol en Israël (1957).

En 1947, il est nommé ministre de l'intérieur en vue de se confronter aux grèves de novembre-décembre 1947, qui font suite à l'arrestation de militants communistes à Marseille puis l'assassinat d'un jeune manifestant par des mafieux du quartier « chaud ». Dans un contexte de pénurie générale, de stagnation des salaires et de répression syndicale dans le bassin minier du Nord, la majorité « unitaire » de la CGT reprend ce mouvement sous son égide, et la confrontation s'amplifie. Jules Moch montre une grande fermeté pour assurer la reprise du travail,. Le point d'orgue des troubles se situe dans la nuit du 2 au 3 décembre 1947, lorsque des saboteurs provoquent le déraillement du train Paris-Tourcoing, occasionnant ainsi 16 morts et environ trente blessés,,. Pour l'historien Philippe Robrieux, « l'initiative de ce déraillement revient à d'anciens activistes de la clandestinité qui croyaient ainsi arrêter un train de CRS ». Quelle que soit l'origine de cette attaque, elle est dénoncée par tous les partis.
Le coup de Prague de février 1948 suscite de vives inquiétudes et fait craindre des événements comparables en France. Pour rationaliser son dispositif, Jules Moch crée grâce à la loi du 21 mars 1948 les inspecteurs généraux de l'administration en mission extraordinaire (IGAME), qui préfigurent les premiers préfets régionaux et la mise en place ultérieure d'une administration territoriale au niveau régional.
Le 9 octobre 1948, Henri Queuille, président du Conseil (de tendance radicale) depuis le 11 septembre 1948 — il forme le cinquième cabinet de la Troisième Force depuis l'éviction des ministres communistes en mars 1947 et la fin du tripartisme —, dénonce le « caractère insurrectionnel » des grèves en cours dans les mines. Ces nouvelles grèves, qui prennent des allures révolutionnaires notamment dans les charbonnages du Nord, sont déclenchées en octobre 1948 par la CGT en raison d'un retard des salaires sur les prix de plus de 30 % — l'inflation étant alors un mal chronique malgré l'aide américaine — et de la suppression des avantages acquis à la Libération, décidée par le ministre de l'Industrie, Robert Lacoste.
Pour contrer la grève, Jules Moch mobilise 60 000 CRS et soldats, qui se heurtent aux 15 000 grévistes retranchés dans les puits, et leur imposent, fin novembre une cuisante reprise du travail. À la faveur de la lassitude des travailleurs et des divisions des syndicats, la répression est sévère, avec plus de 3 000 licenciements, six morts et de nombreux blessés. Les communistes gardent contre Jules Moch un profond ressentiment.

##### Règlement judiciaire des grèves de 1948
Très tardivement, en 2011, plus de vingt ans après le décès de Jules Moch, la cour d'appel de Versailles a reconnu l’illégalité de ces licenciements pour faits de grève. Dix-sept mineurs, survivants de la grande grève de 1947, ont obtenu, chacun, une indemnisation de  30 000 euros,. Le pourvoi en cassation demandé par Christine Lagarde, alors ministre de l'Économie, a abouti à l'annulation de la condamnation des Charbonnages de France pour licenciements abusifs.
En mai 2014, Christiane Taubira, ministre de la Justice, demande au ministre des Finances, Michel Sapin, l'indemnisation des mineurs grévistes et de leurs ayants droit.

#### À la Défense et aux Affaires étrangères
Au ministère de la Défense, il contribue à la modernisation de l'armée, met sur pied la participation française à la guerre de Corée et contribue à la mise en œuvre de l'OTAN. Alors qu'il est rapporteur de la Commission des affaires étrangères, il s'oppose cependant à la Communauté européenne de défense, ce qui lui vaut d'être exclu temporairement de la SFIO le 31 août 1954.

#### Acteur de l'alliance diplomatique et militaire franco-israélienne
En 1947, comme ministre de l'Intérieur, il fait autoriser les escales en Corse des avions américains alimentant clandestinement en armes la Haganah et l'Irgoun, organisations paramilitaires sionistes en Palestine. Il facilite, par ailleurs, le transit par la France des Juifs en partance pour Israël. Combattant la tendance qu'il décèle de la part du Quai d'Orsay à ménager la Ligue arabe, Jules Moch prône le soutien à l'État d'Israël, et contribue à façonner l'un des traits dominants de la diplomatie de la Quatrième République.
C'est Jules Moch, qui, en novembre 1956, dans le cadre de son mandat à l'ONU, rend publique la secrète et intense coopération militaire franco-israélienne dans le domaine du nucléaire.
Au même moment, et aligné en cela sur la position de Pierre Mendès France, Jules Moch prend ses distances avec la campagne franco-britannique de Suez, menée par Guy Mollet en coordination avec le gouvernement israélien, estimant notamment que Nasser n'est pas « le nouvel Hitler ».

#### Dirigeant de la Troisième Force
Il combat à la fois les gaullistes (RPF) et les communistes (PCF) et est un des chefs de file de la Troisième Force, sous la Quatrième République et dans les premières années de la Cinquième.
Battu par un candidat UNR aux élections législatives de 1958, il redevient député en 1962 grâce à un accord départemental passé entre le PCF et la SFIO qui retire son candidat Raoul Calas (député de l'Hérault de 1946 à 1951 et de 1956 à 1958) arrivé en tête au premier tour du scrutin. Jules Moch se justifie en déniant à ce soutien toute portée politique stratégique, au-delà de la coalition des « non » au gaullisme.
En 1967, il ne se représente pas et se retire de la vie politique. La circonscription est reprise par le PC. Jules Moch se consacre notamment à ses livres, à des conférences internationales scientifiques et au projet de pont sur la Manche, plus coûteux mais plus rentable qu'un tunnel.

#### Opposant à l'Union de la gauche
Issu de la génération socialiste qui est marquée par le stalinisme, la guerre froide et les combats anticommunistes, Jules Moch prend une position hostile à l'Union de la gauche dans les années 1970 ; il démissionne pour ces raisons du Parti socialiste le 1er janvier 1975. En 1977, alors que François Mitterrand engrange les succès de sa stratégie d'union, Jules Moch affiche sa position d'opposant irréductible en publiant son dernier ouvrage politique : Le Communisme, jamais !.

### Vie privée
Il se marie en 1917 à la militante féministe et socialiste Germaine Picard-Moch, membre du Comité national des femmes socialistes.

## Détail des mandats et fonctions

### Au gouvernement
- Ministre des Transports du gouvernement Léon Blum (2) (du 13 mars 1938 au 10 avril 1938)
- Ministre des Transports et Travaux publics du gouvernement Charles de Gaulle (2) (du 2 novembre 1945 au 20 janvier 1946)
- Ministre des Transports et Travaux publics du gouvernement Félix Gouin (du 23 janvier 1946 au 12 juin 1946)
- Ministre des Transports et Travaux publics du gouvernement Georges Bidault (1) (du 24 juin 1946 au 28 novembre 1946)
- Ministre des Transports, Travaux publics et de la Reconstruction du gouvernement Léon Blum (3) (du 18 décembre 1946 au 16 janvier 1947)
- Ministre des Transports et Travaux publics du gouvernement Paul Ramadier (1) (du 22 janvier 1947 au 21 octobre 1947)
- Ministre des Affaires économiques, des Travaux publics, des Transports, de la Reconstruction et de l'Urbanisme, et (à partir du 4 novembre 1947) Président du conseil du Plan du gouvernement Paul Ramadier (2) (du 22 octobre 1947 au 19 novembre 1947)
- Ministre de l'Intérieur du gouvernement Robert Schuman (1) (du 24 novembre 1947 au 19 juillet 1948)
- Ministre de l'Intérieur du gouvernement André Marie (du 26 juillet 1948 au 27 août 1948)
- Ministre de l'Intérieur du gouvernement Robert Schuman (2) (du 5 septembre 1948 au 7 septembre 1948)
- Ministre de l'Intérieur du gouvernement Henri Queuille (1) (du 11 septembre 1948 au 5 octobre 1949)
- Vice-président du conseil et ministre de l'Intérieur du gouvernement Georges Bidault (2) (du 28 octobre 1949 au 7 février 1950)
- Ministre de la Défense nationale du gouvernement René Pleven (1) (du 12 juillet 1950 au 28 février 1951)
- Ministre de la Défense nationale du gouvernement Henri Queuille (3) (du 10 mars 1951 au 10 juillet 1951)
- Ministre de l'Intérieur du gouvernement Pierre Pflimlin (du 17 mai 1958 au 28 mai 1958)

### À l’Assemblée nationale
- Député (SFIO) de la Drôme (1928-1936)
- Député (SFIO) de l'Hérault (1937-1941, 1945-1958, 1962-1967)

## Publications
- La Russie des Soviets, Paris : éd. Île-de-France, 1925.
- Socialisme et rationalisation, L'Eglantine, Bruxelles, 1927.
- Le Rail et la Nation, Paris : Librairie Valois, 1931.
- Capitalisme et Transports, Paris : Librairie Valois, 1932.
- L'Espagne républicaine : l'œuvre d'une révolution, Paris : éd. Rieder, 1933 (avec Germaine Picard-Moch).
- Arguments socialistes, éd. de la Liberté, 1945.
- Le Communisme et la France, Société parisienne d'imprimerie, 1948.
- Confrontations (Doctrines - Déviations - Expériences - Espérances), éd. Gallimard, 1952 ; nouv. éd., Socialisme à l'ère atomique. Nouvelles confrontations, éd. Plon, 1974.
- Yougoslavie, terre d'expérience, éd. du Rocher, Monaco, 1953.
- Alerte, le problème crucial de la Communauté Européenne de défense, éd. Robert Laffont, 1954.
- La Folie des hommes (au sujet de la bombe atomique), éd. Robert Laffont, 1955.
- URSS : les yeux ouverts, éd. Robert Laffont, 1956.
- Washington D. Smith, banquier de Wall Street, éd. Robert Laffont, 1957.
- En retard d'une paix, éd. Robert Laffont, 1958.
- Socialisme vivant : dix lettres à un jeune, éd. Robert Laffont, 1960.
- En 1961, paix en Algérie, éd. Robert Laffont, 1961.
- Le Pont sur la Manche, Paris, éd. Robert Laffont, 1962, 248 pages.
- Non à la force de frappe, éd. Robert Laffont, 1963.
- Histoire du réarmement allemand depuis 1950, éd. Robert Laffont, 1965.
- Rencontres avec Darlan et Eisenhower, éd. Plon, 1968.
- Destin de la paix, Le Mercure de France, 1969.
- Rencontres avec Léon Blum, éd. Plon, 1970.
- Le Front populaire : grande espérance, éd. Perrin, 1971.
- Rencontres avec Charles de Gaulle, éd. Plon, 1971.
- Une si longue vie, éd. Robert Laffont, 1976.
- Le Communisme, jamais !, éd. Plon, 1977.